# Elbing (Kansas)
Elbing es una ciudad ubicada en el de condado de Butler en el estado estadounidense de Kansas. En el año 2010 tenía una población de 229 habitantes y una densidad poblacional de 572,5 personas por km².

## Geografía
Elbing se encuentra ubicada en las coordenadas 38°3′15″N 97°7′38″O / 38.05417, -97.12722 (38.054115, -97.127119).

## Demografía
Según la Oficina del Censo en 2000 los ingresos medios por hogar en la localidad eran de $45,417 y los ingresos medios por familia eran $49,375. Los hombres tenían unos ingresos medios de $40,750 frente a los $16,250 para las mujeres. La renta per cápita para la localidad era de $16,513. Alrededor del 0.8% de la población estaban por debajo del umbral de pobreza.